# Perillus splendidus
Perillus splendidus är en insektsart som först beskrevs av Philip Reese Uhler 1861.  Perillus splendidus ingår i släktet Perillus och familjen bärfisar. Inga underarter finns listade i Catalogue of Life.